# Adam Bielecki (Bergsteiger)

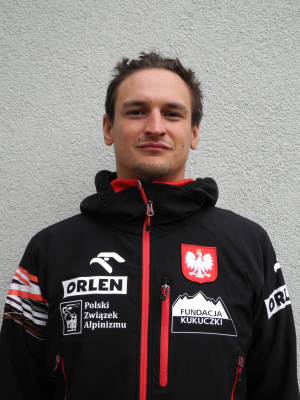
Adam Bielecki 2012

Adam Radosław Bielecki (* 12. Mai 1983 in Tychy) ist ein polnischer Bergsteiger.
Bielecki klettert seit 1996 und ist Mitglied des Alpenvereins in Krakau. Ihm gelang am 9. März 2012 mit Janusz Golab die erste Winterbegehung des Gasherbrum I im Karakorum (8080 m, ohne Sauerstoffflaschen) und am 5. März 2013 des Broad Peak (8051 m) mit Artur Małek, wobei zwei weitere polnische Bergsteiger starben (Maciej Berbeka, Tomasz Kowalski). Bielecki wurde unsportliches Verhalten vorgeworfen, weil er nicht auf Berbeka und Kowalski wartete, um ihnen beim Abstieg zu helfen.
Bielecki bestieg auch den K2 (2012), den Makalu (2011) und den Gasherbrum II (2018).
Ende Januar 2018 holte Adam Bielecki gemeinsam mit Denis Urubko die in Bergnot geratene französische Höhenbergsteigerin Elisabeth Revol vom Nanga Parbat. Urubko und Bielecki gehörten zum Team der polnischen K2-Winterexpedition und wurden mit Helikoptern an den Fuß der Diamir-Flanke gebracht. Innerhalb von wenigen Stunden stiegen sie durch technisch schwieriges Gelände zu Revol auf, auf die sie in etwa 6200 Metern Höhe trafen. Für diese Aktion wurden Bielecki und Urubko sowie zwei weitere Teilnehmer der Expedition mit dem David A. Sowles Memorial Award geehrt.
2018 gelang ihm zusammen mit Felix Berg eine neue Variante von Normalweg und Westwand auf den Gasherbrum II.
Er hat ein abgeschlossenes Psychologie-Studium der Jagiellonen-Universität.